# セザンヌ礼賛
『セザンヌ礼賛』（セザンヌらいさん）は、フランスの画家モーリス・ドニが1900年に制作した油絵作品。

## 主題と構図

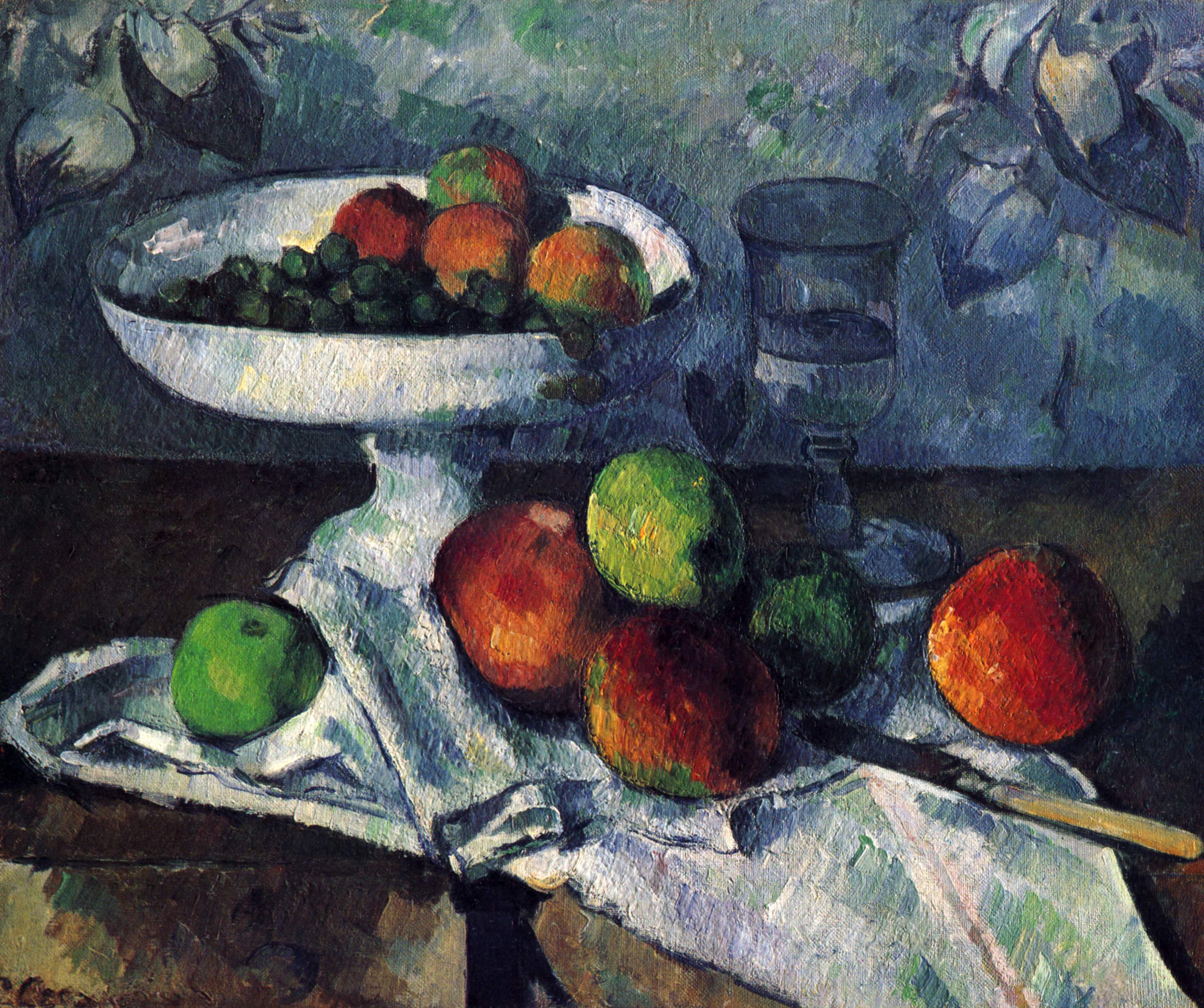
ポール・セザンヌ『果物入れ、グラス、りんご』1879-80年。油彩、キャンバス。ニューヨーク近代美術館。

この絵の中心には、イーゼルにかけられたポール・セザンヌの静物画『果物入れ、グラス、りんご』が画中画として描かれており、これを取り囲む画家や批評家たちが、セザンヌを礼賛していることが表現されている。場所は、ラフィット通りの画商アンブロワーズ・ヴォラールの店である。このセザンヌの絵を所有していたのは、1895年にフランスを去って南太平洋に赴いたポール・ゴーギャンであり、ゴーギャン自身はこの絵に描かれていないものの、その存在が示唆されている。ゴーギャンは、この作品のことを「類まれな宝石であり、私の秘蔵品だ」と評していた。背景にはゴーギャンとピエール＝オーギュスト・ルノワールの絵も見える。
描かれた人物には、ゴーギャンに私淑していた画家たちのグループ、ナビ派のメンバーが多い。
一番左に立っているのは、象徴主義の巨匠オディロン・ルドンであり、中央でルドンに話しかけているのは、ナビ派の創始者ポール・セリュジエ（またはポール・ゴーギャン）である。後方には、左から、エドゥアール・ヴュイヤール、シルクハットをかぶった批評家アンドレ・メレリオ、イーゼルの背後にいるアンブロワーズ・ヴォラール、作者モーリス・ドニ自身、ポール・ランソン、ケル＝グザヴィエ・ルーセル、パイプをくわえたピエール・ボナール、そして一番右にはモーリス・ドニの妻マルタ・ドニが描かれている。
ルドンは、ナビ派の画家たちから尊敬を集めていた年長の人物であるため、残りの人物とは少し離して描かれている。セリュジエの手つきからすると、彼は、ルドンに、ナビ派のメンバーがセザンヌを賞賛する理由を説明しているのかもしれない。ルドンは、ギュスターヴ・モローと同じ象徴主義の画家であったが、次第に、セザンヌと結びつけて捉えられることが多くなっていた。ルドンがこの絵に描かれていることは驚くには値しない。ドニは、ルドンのファンであり、「ルドンの教えは、魂のあり方を反映しないもの、感情の深みを表現しないもの、内なるヴィジョンを伝えないものを描くことには力を入れないということだ。」と書いている。
絵の大きさは、高さ180センチメートル、幅240センチメートルで、等身大に近い。それにより視覚的なインパクトも強められている。人物の立ち姿、イーゼル、杖により縦方向の要素が強い構図であり、これに明るい色遣いの長方形の静物画が対比されている。画面は混み合っており、ヴォラールは、画面上方に突き抜けたイーゼルを掴んでいる上、人物たちでキャンバスは埋め尽くされ、余白はほとんどない。ドニ夫人はボナールの肩越しに覗きこむ位置に押し込まれている。縦方向の線に対し、人物たちの頭は横方向のリズムを作り出している。人々は黒いスーツを着ているが、これはアバンギャルドで知られるナビ派の好みとは裏腹である。

## 意義
ベリンダ・トンプソンは、『セザンヌ礼賛』を、ドニが、ゴーギャンやフィンセント・ファン・ゴッホに見られる派手な主観性、象徴性から離れ、セザンヌに見出した古典的価値の再発見に向かった作品だと述べている。実際、ドニは、1898年のローマへの旅で、古典主義に対する関心を新たにしている。後に、ドニは、1907年の『セザンヌ』や1909年の『古典主義のゴーギャンとファン・ゴッホ』といった論文の中で、古典主義こそフランス文化の伝統の核心にあるものだと主張している。こうした論考は、フランスの若い世代の画家たちに影響を与えた。

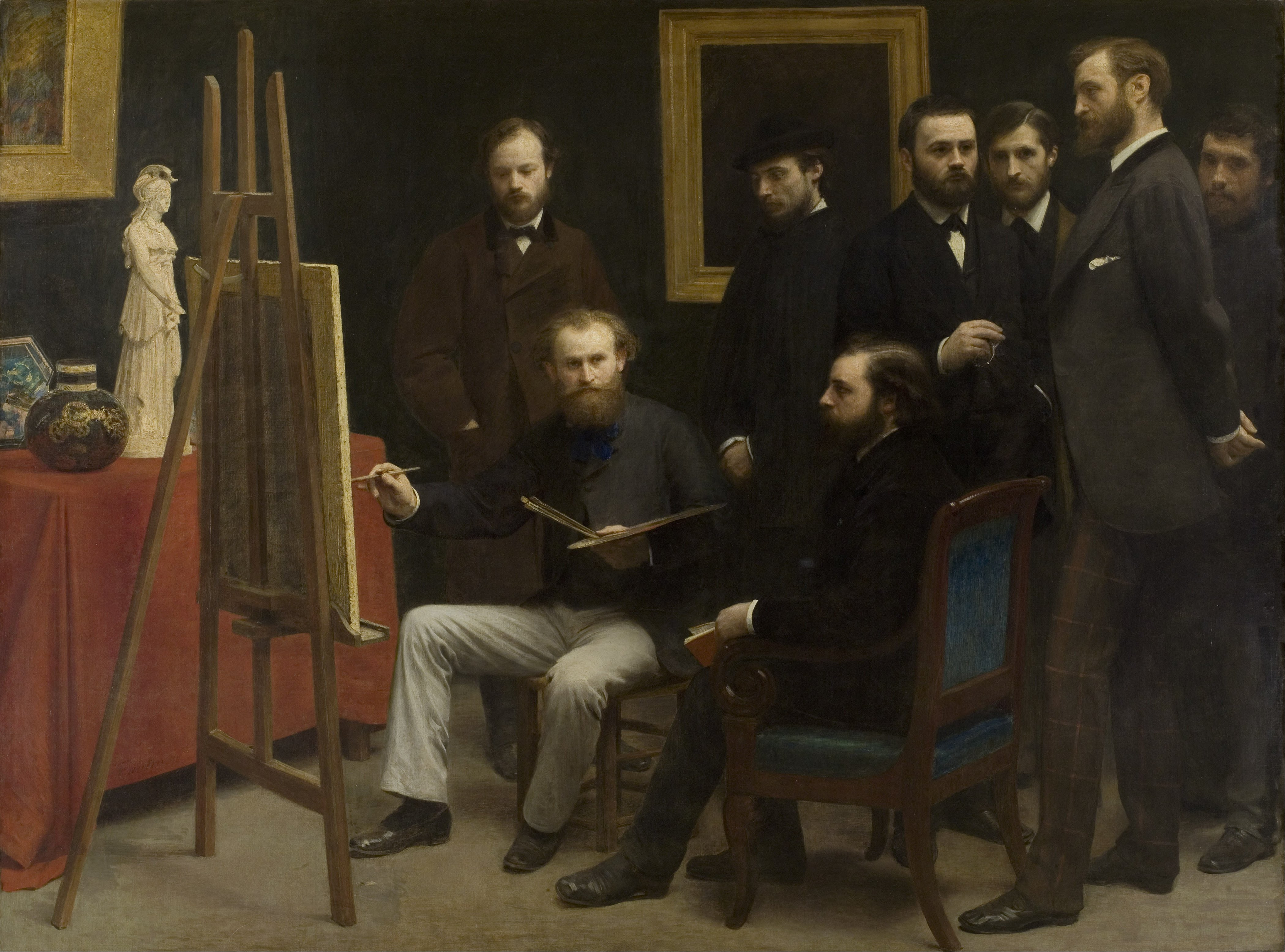
アンリ・ファンタン＝ラトゥール『バティニョルのアトリエ』1870年、オルセー美術館。

この作品の下敷きとなっている可能性のある作品として、アンリ・ファンタン＝ラトゥールの『バティニョルのアトリエ』（1870年）がある。同作品では、エドゥアール・マネ、ピエール＝オーギュスト・ルノワール、エミール・ゾラ、クロード・モネなどが描かれている。

## 出展
『セザンヌ礼賛』は、1901年、パリの国民美術協会サロン、ブリュッセルの自由美術展に出展された。その後、1948年まで、再展示されることはなかった。1901年当時の評価は分かれており、ドニは、日記に、「この絵は、依然として公衆の笑いを買っている」と書いている。

## 来歴
この作品は、作家アンドレ・ジッドのコレクションに入り、ジッドから1928年リュクサンブール美術館に寄贈された。1977年にフランス国立近代美術館に、その後ルーヴル美術館、更にオルセー美術館に移った。下書きのデッサンは、サン＝ジェルマン＝アン＝レーの個人コレクションに保有されている。